# Avenida 24 de Julho
A Avenida 24 de Julho é uma via de aproximadamente 4,7 quilómetros de comprimento, na sua maioria com quatro vias de trânsito, na capital moçambicana, Maputo. Atravessa o centro de Maputo e liga os bairros Polana, Central, Alto Maé e Malanga. É uma das artérias mais importantes de Maputo.

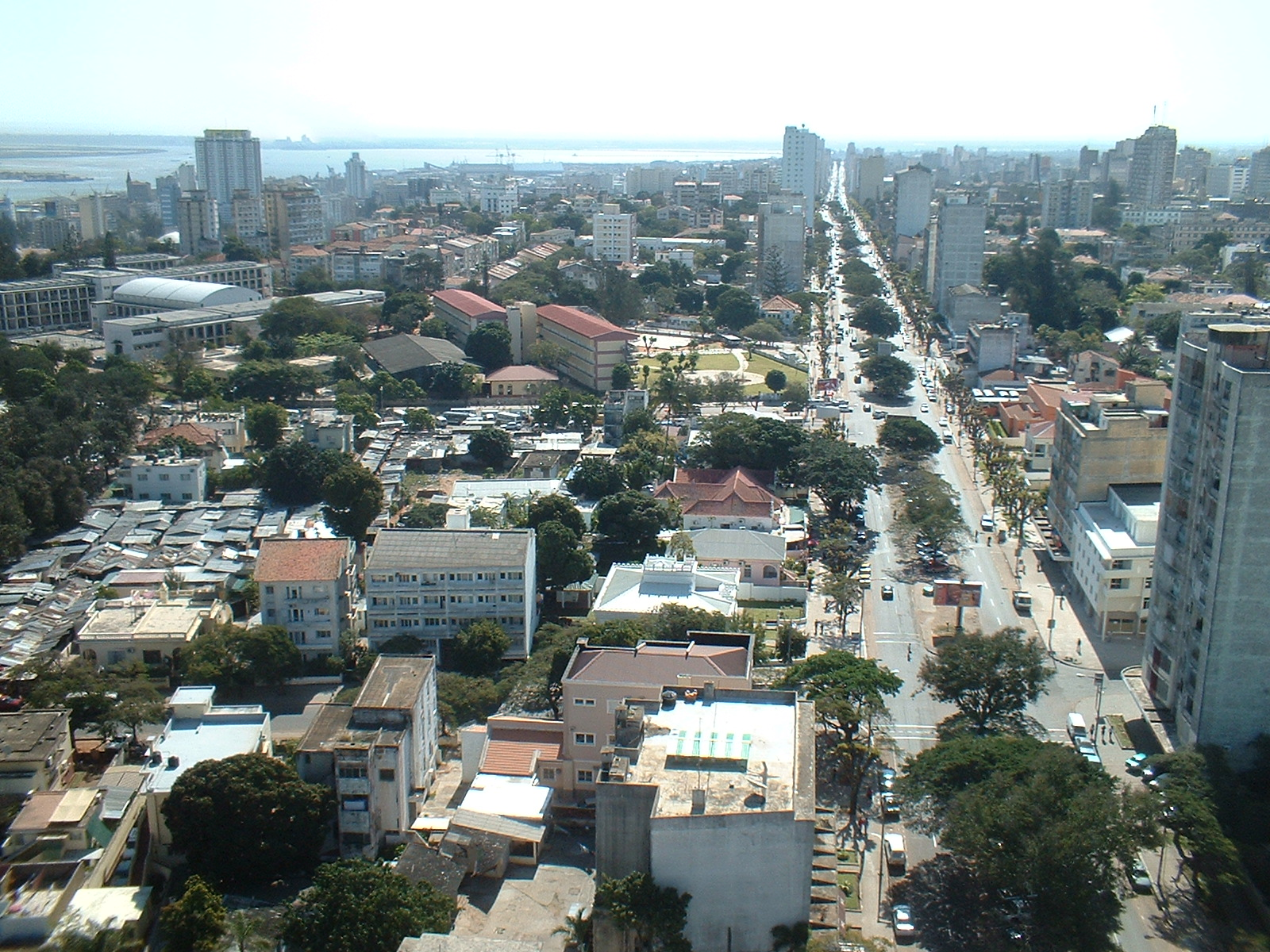
Vista da Avenida 24 de Julho. Com uma extensão de mais de 4,7 quilómetros, atravessa todo o centro da cidade de Maputo.

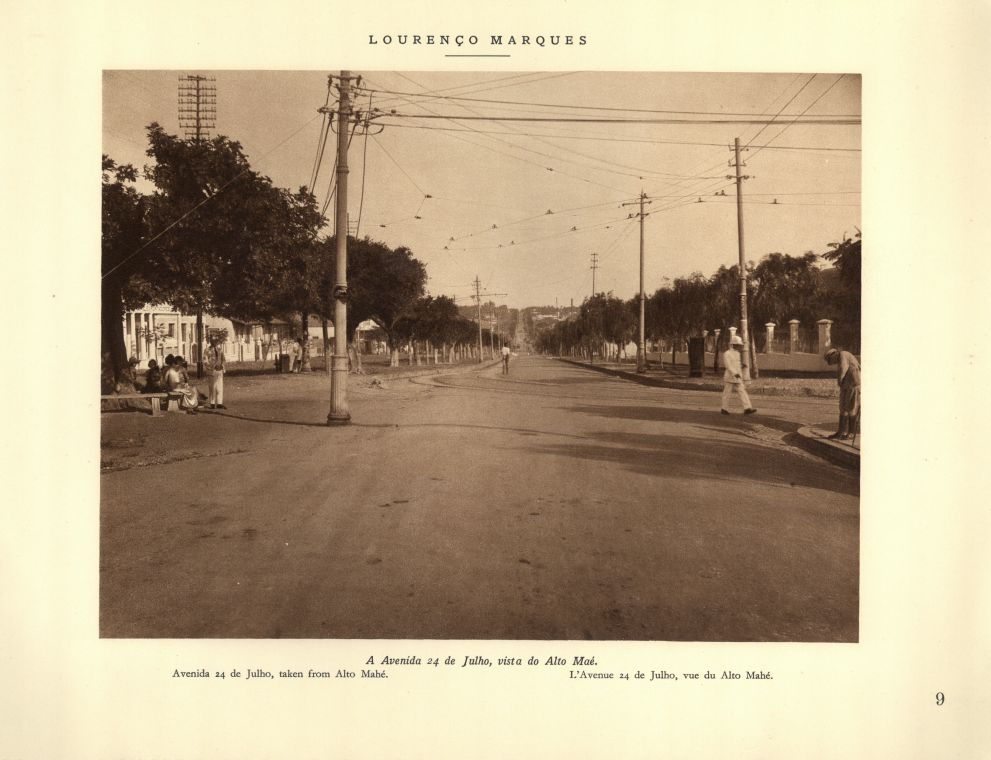
A avenida em 1929, vista de Alto-Maé (oeste).

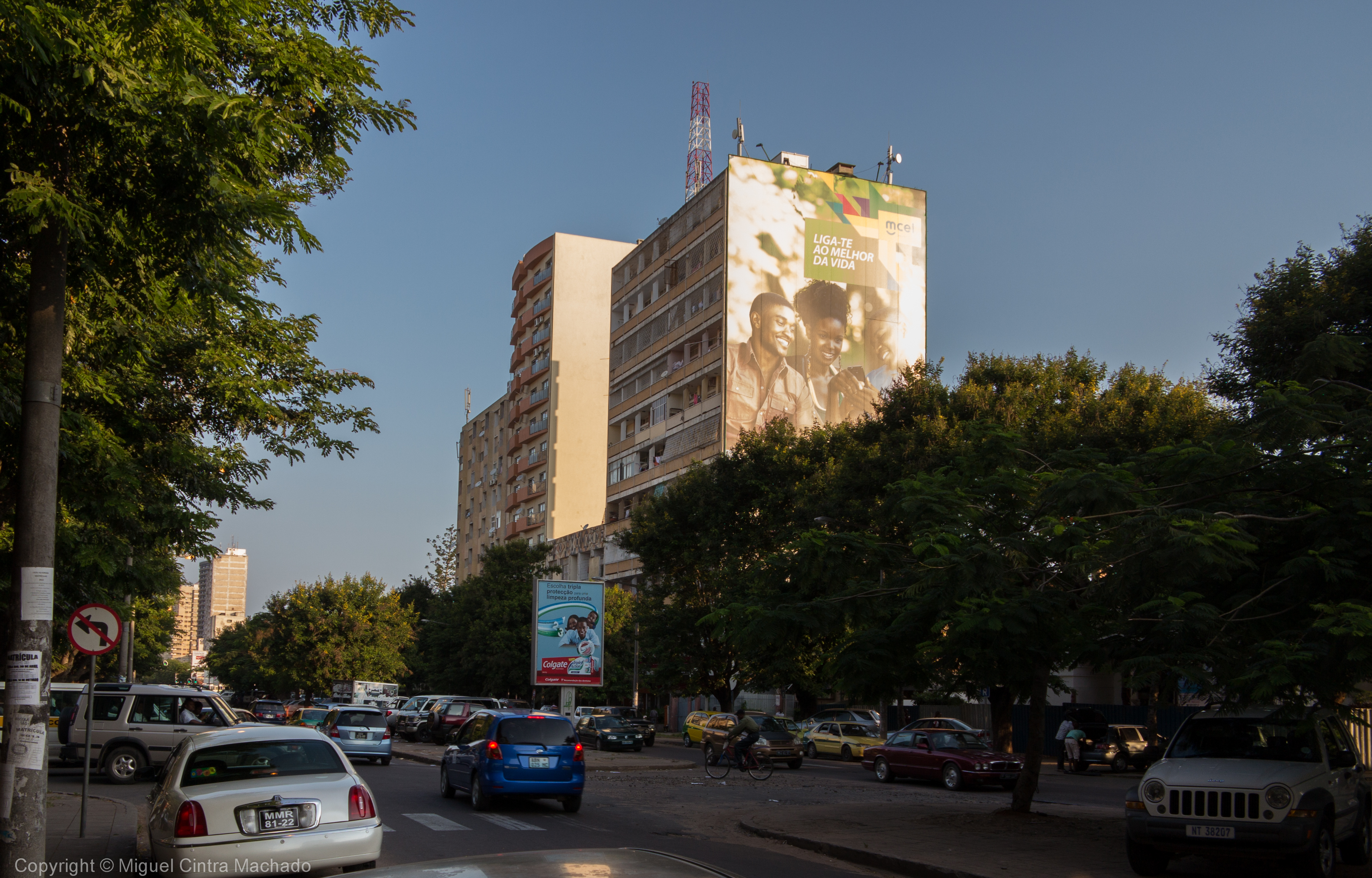
Na Polana há muitas árvores ao longo da avenida.

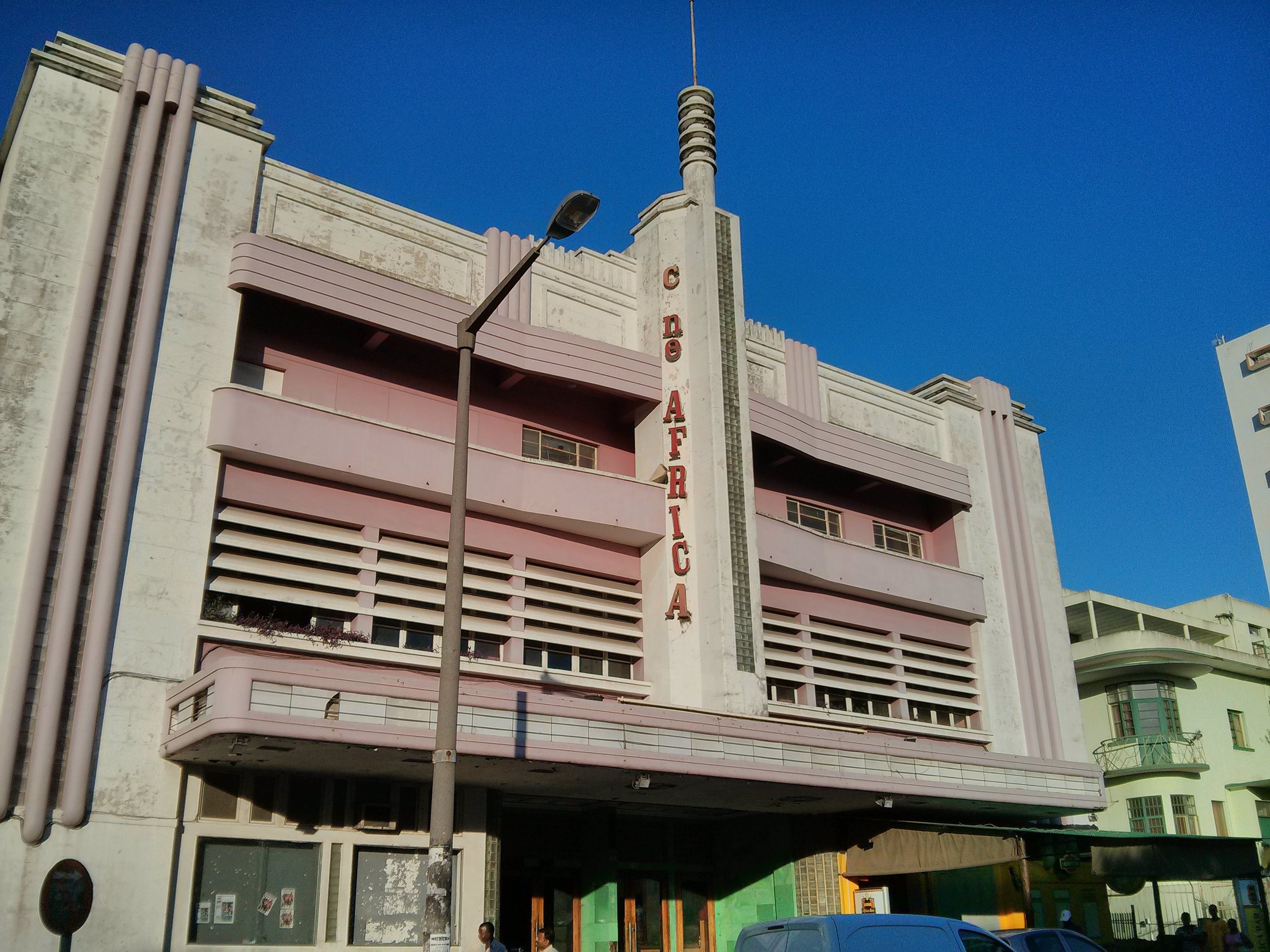
O Cine África em estilo Art déco localiza-se na avenida.

## Geografia
A Avenida 24 de Julho começa no sudeste do centro da cidade na intersecção com a Avenida Julius Nyerere, que atravessa a cidade de norte a sul. A partir daí, segue no sentido noroeste em linha reta, atravessando várias ruas: Avenida Salvador Allende, Avenida Amílcar Cabral, Avenida Vladimir Lenine, Avenida Karl Marx e Avenida Guerra Popular. A rua vai dar à rotunda 16 de Junho, que por sua vez dá acesso às ruas Avenida da Organização das Nações Unidas (ligação à Baixa), Avenida da Organização da Unidade Africana (acesso à auto-estrada em direção a Matola) e Rua 2.019 (ligação à Avenida do Trabalho).

## História
A avenida faz parte dos eixos primitivos da cidade, tendo sido criada no decurso do plano de urbanização de Joaquim José Machado em 1887 juntamente com a via paralela Avenida Pinheiro Chagas (a atual Avenida Eduardo Mondlane). Com a crescente urbanização da cidade no sentido oeste (alargamento do porto em direção a Matola) e leste (criação dos distritos de Polana e Sommerschield), a importância da rua aumentou. Desde o início, tem como designação a data da fundação de Lourenço Marques, antigo nome de Maputo, 24 de Julho de 1875.
Enquanto muitos nomes das artérias da cidade foram alterados depois da independência de Moçambique, o nome da rua permaneceu — mas mudou de significado: A data de 24 de Julho de 1975 comemora desde então o dia em que foi anunciada a nacionalização de todo o país, ou seja, da economia, educação, saúde e justiça.
Com a recuperação económica após o fim da guerra civil em 1992, a estrada também ganhou importância devido ao aumento do tráfego. Entretanto, os engarrafamentos estão a tornar-se mais frequentes, especialmente nas horas de ponta.  Em 2011, havia planos para remover a faixa central da estrada e utilizar um sistema de semáforos para abrir duas faixas em cada direcção, dependendo da hora do dia. Também havia planos para a criação de faixas exclusivas os para autocarros da TPM, bem como miniautocarros ("chapas"). Até hoje, nenhum dos planos se concretizou.

## Edifícios importantes
Ao longo da avenida, especialmente no início, situam-se muitos edifícios importantes da cidade. No distrito da Polana, a rua com vegetação e os cafés e restaurantes convidam para descansar. Juntamente com a paralela Avenida Eduardo Mondlane e o cruzamento da Avenida Julius Nyerere, há muitos prédio altos, tanto antigos como novos.

### Polana
Na esquina da Avenida Julius Nyerere encontra-se o Polana Shopping Center, um dos primeiros centros comerciais da cidade, inaugurado nos anos 2000. Outras instituições importantes são os Ministérios da Educação, Cultura e dos Combatentes, e o Museu Nacional de Geologia, que também estão localizados no início da avenida. Na esquina com a Avenida dos Lusíadas, encontra-se o maior terminal de autocarros do centro oriental da cidade, normalmente chamado apenas "Museu" (para o vizinho Museu de História Natural de Moçambique). Muitos percursos dos autocarros urbanos da TPM, bem como os miniautocarros ("chapas") terminam e começam aí.
Entre as ruas laterais Avenida Salvador Allende e Rua Dr. Almeida Ribeiro situa-se o centro comercial Shopping 24, na esquina da Avenida Amílcar Cabral está o centro comercial Interfranca, que possui um grande supermercado de uma cadeia sul-africana. Também o Instituto Nacional de Estatística está aí localizado.

### Central
Na parte da rua do bairro Central, existe, entre outros, a sede do Ministério do Trabalho (esquina da Avenida Karl Marx). É também o local do Cine África, inaugurado em 1948 no estilo Art déco, que é utilizado principalmente como local de espetáculos de música e dança. Outro edifício emblemático é o da Escola Industrial de Maputo, originalmente construído em 1929 como Palácio Maçónico.

### Alto Maé
Enquanto na parte oriental da avenida existem principalmente lojas e bares de classe alta, a parte no Alto Maé é muito mais diversificada, existem aí várias pequenas lojas. Da mesma forma, o mercado de rua da Avenida da Guerra Popular domina as ruas vizinhas, bem como a Avenida 24 de Julho. Na esquina com a Avenida Alberto Lithuli, a Fundação Aga Khan tem a sua sede num imponente edifício erguido em 1968. No cruzamento com a Avenida Mohamed Siad Barre, encontra-se a sede da Igreja Universal do Reino de Deus, que é ao mesmo tempo o maior templo desta denominação em Moçambique.
Em frente ao Jardim 28 de Maio, coloquialmente chamado "Jardim dos Madgermanes", encontra-se o Museu da Revolução. Pouco antes da Avenida da Tanzânia, encontra-se a Assembleia da República.

### Malanga
Depois da Avenida da Tanzânia, a via atravessa a fronteira do distrito de KaMpfumo com o distrito de Nhlamankulu, logo no início, encontra-se a pequena praça Largo da Malanga, do lado norte da via. Este espaço é caracterizado principalmente por habitações pequenas, de um andar e telhados de ferro ondulado. Depois de 900 metros, a Avenida 24 de Julho termina na rotunda da Praça 16 de Junho. A seguir à rotunda começa a estrada de acesso à auto-estrada, que também dá acesso à N1.